# Bildungssystem in Polen

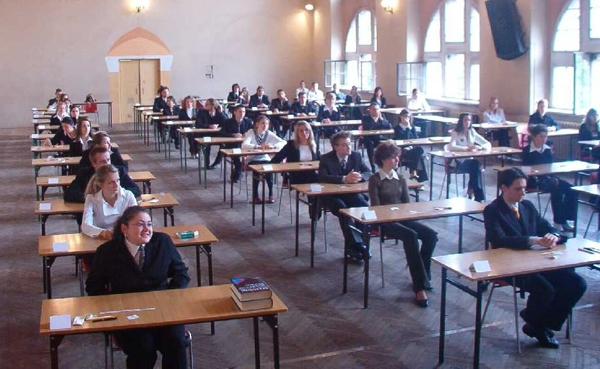
Abiturprüfung 2006 in einem Stettiner Lyzeum

Das Bildungssystem in Polen umfasst die Kindergärten (przedszkole), Grundschulen (szkoła podstawowa), weiterführenden Schulen sowie die Hochschulen. Zu den weiterführenden Schulen zählen die allgemeinbildenden Lyzeen (liceum ogólnokształcące), die Berufsoberschulen (technikum) sowie weitere berufsbildende Schulen. Die Organisation des Bildungssystems ist größtenteils durch das Ministerium für Bildung und Wissenschaft unter der aktuellen Ministerin Barbara Nowacka (Inicjatywa Polska) landesweit zentralisiert. Der letzte große Einschnitt bestand 2017 in der Rückkehr zur achtjährigen Grundschule durch die PIS-Regierung.

## Schulbildung

### Allgemeines
Die Bildungspflicht der Kinder beginnt im Alter von sechs Jahren mit der Vorschule (zerówka, „Klasse Null“), darauf folgt die Einschulung mit sieben Jahren. Das polnische Schulsystem sieht bis in die 8. Klasse keine „vertikale Differenzierung“ vor, das heißt unterschiedlich begabte Kinder werden nicht auf unterschiedliche Schulformen aufgeteilt, sondern besuchen die für ihr Alter vorgesehene Schulstufe gemeinsam.
Das Schuljahr beginnt am 1. September und endet in der ersten Juni-Hälfte.
Weit verbreitet in Polen ist die berufsbegleitende Aus- und Weiterbildung am Wochenende.

#### Notenskala
Die Schulnoten in Polen haben einen Bereich von 6 bis 1. Dabei ist die 6 die beste und 1 die schlechteste Note.
- 6 – celująca (Ausgezeichnet)
- 5 – bardzo dobra (Sehr gut)
- 4 – dobra (Gut)
- 3 – dostateczna (Befriedigend)
- 2 – dopuszczająca (Ausreichend)
- 1 – niedostateczna (Ungenügend)

Die 6 wird allerdings sehr selten nur in besonders ausgezeichneten Fällen an Schüler vergeben, die sich Kenntnisse über den Unterrichtsstoff hinaus aneignen und reproduzieren. Dies soll sie dazu anregen, selbstständig das erlernte Wissen durch Eigenstudium zu vertiefen, um sie so auf die universitäre Ausbildung vorzubereiten. Daher ist die Note nicht direkt mit einer 1 in Deutschland zu vergleichen.

#### Schulkosten und Privatschulen
Das verpflichtende Vorschuljahr ist den Eltern für fünf Stunden täglich kostenlos, ebenso wie die staatlichen Schulen. Schulmittel, wie etwa Bücher, müssen aber privat getragen werden, auch Mahlzeiten und weiterführende Angebote sind kostenpflichtig.
Neben den staatlichen gibt es eine steigende Zahl von privaten Schulen, wozu die kirchlichen gehören, aber auch die Montessori und Freinet-Schulen, die ein besonderes Menschenbild vermitteln wollen. Diese dürfen keinen Gewinn erwirtschaften, und die laufenden Kosten der Schulen werden teilweise bis zu 100 % vom polnischen Staat getragen.

#### PISA-Studien,
Bei den PISA-Studien konnte Polen vom Jahr 2000 bis 2010 seine Position vom Ende in das Mittelfeld verbessern. Im Jahre 2014 war das polnische Bildungssystem auf Platz 5 in Europa und auf Platz 10 in der Welt. Die Ergebnisse des Jahres 2019 bestätigten die Plätze in der weltweiten Spitzengruppe.

#### Fachunterricht: Fremdsprache, Religion, Geschichte
Beachtlich sind die Erfolge in der Umstellung bei der ersten Fremdsprache von Russisch auf Englisch innerhalb einer Generation.
Der Religionsunterricht in Polen ist ein Wahlfach, an dem de facto fast alle teilnehmen, doch mit fallender Tendenz. Verantwortlich ist allein die Römisch-katholische Kirche. Der alternative Ethikunterricht wird kaum angeboten.
Im Geschichtsunterricht sorgte 2022 die vorläufige Absage an das Projekt Deutsch-Polnisches Geschichtsbuch durch die aktuelle PIS-Regierung für Furore. Die Tendenz geht dahin, statt kritische Fähigkeiten im Umgang mit historischen Inhalten zu fördern mehr auf nationale Helden und Vorbilder zu setzen. Dieses Ziel liegt besonders der PIS am Herzen, die auch für eine Erhöhung der Stundenzahl gesorgt hat. Gegen ein heftig umstrittenes Gesetz des Ministers Czarnek („lex Czarnek“), das national-klerikale Inhalte für den Geschichtsunterricht (neuer Name Geschichte und Gegenwart) vorsah, legte Präsident Duda im Januar und Dezember 2022 sein Veto ein, weil es die Gesellschaft weiter spalte – wegen des Ukrainekriegs sei aber gesellschaftlicher Konsens erforderlich.

#### Deutschunterricht in Polen
Deutsche sind in Polen eine anerkannte nationale Minderheit, die besonders im Raum Oppeln eine erhebliche Zahl von 140.000 Sprechern (nach anderen Quellen 300.000 mit deutscher Identität) erreicht. Die Schüler erhalten einen herkunftssprachlichen Unterricht, ebenso wie die Gruppen der Litauer oder Ukrainer. Die PIS-Regierung hat den Umfang von 2022/23 an auf eine Wochenstunde gekürzt (gegenüber bisher drei Wochenstunden). Sie wirft der Bundesrepublik vor, ihrerseits nicht genug für den Polnischunterricht in Deutschland zu tun. Zuständig sind in Deutschland aber die Bundesländer, die diesen Unterricht anbieten. Dahinter steckt auch die polnische Forderung, den in Deutschland lebenden Polen (1 Million Menschen, ohne zusammenhängendes Siedlungsgebiet) einen Minderheitsstatus zuzusprechen, wie es bereits umgekehrt der Fall ist. Der Europarat hat Polen für die Schulpolitik kritisiert.

### Grundschule
Mit der Bildungsreform von 2017 wurde die Primarstufe (szkoła podstawowa) mit der Sekundarstufe I (gimnazjum) zusammengelegt. Die nunmehr achtjährige Grundschule (szkoła podstawowa) erfüllt grundsätzlich die Schulpflicht.
Die Grundschule, deren Träger die Gemeinden sind, teilt sich in zwei Zyklen. Die ersten drei Klassen werden in Form des integrierten Fachunterrichts (Klassenlehrerprinzip) geführt, die weiteren Klassen nach dem Fachlehrerprinzip. Ab der fünften Klasse wird die erste obligatorische Fremdsprache, meistens Englisch, gelehrt. Eine Nichtversetzung ist in der Grundschule nicht vorgesehen. Der Abschluss der Grundschule erfolgt mit einer Prüfung, welche den Fähigkeits- und Kenntnisstand der Schüler zeigen soll.

### Weiterführende Schulen

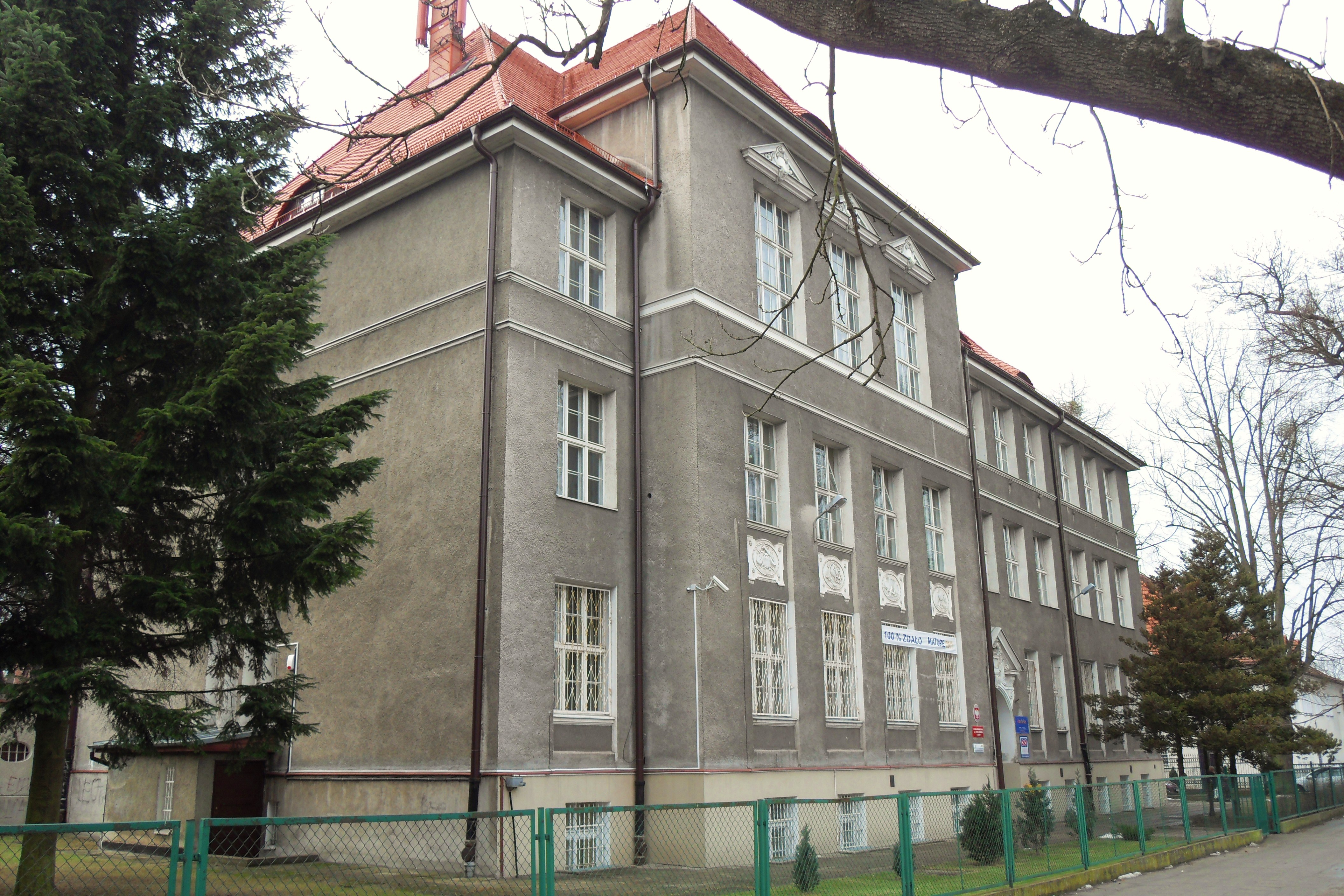
Das V Liceum Ogólnokształcące im. Stefana Żeromskiego w Gdańsku-Oliwie ist ein allgemeinbildendes Lyzeum in Danzig.

Nach einer bestanden Prüfung am Ende der Grundschule (8. Klasse) können die Schüler die Matura (matura) wahlweise an einem allgemeinbildenden Lyzeum (liceum) in der 12. Klasse, beziehungsweise einer Berufsoberschule (technikum) in der 13. Klasse, ablegen oder eine Berufsausbildung antreten.
Berufsbildende Schulen, welche direkt an die Grundschule angeschlossen werden, sind:
- die dreijährigen berufsbildenden Schulen (trzyletnie szkoły specjalne)
- die Branchenschule I. Grades (branżowa szkoła I stopnia), an die die Branchenschule II. Grades (branżowa szkoła II stopnia) angeschlossen werden kann, dessen Abschluss wiederum zu einem Hochschulstudium berechtigt.

Darüber hinaus gibt es post-gymnasiale Schulen (szkoły policealne), welche sich an das allgemeinbildende Lyzeum anschließen und auf einen Beruf vorbereiten.
| Sekundarstufe II             | 2 Jahre                                                  | Szkoły policealne (dt. post-gymnasiale Schulen)                                               |                                        | Szkoły branżowe II stopnia (dt. Branchenschule II. Grades) |                                                                                    | - 18–20 Jahre (szkoły branżowe II st.) - 19–21 Jahre (szkoły policealne) |
| Sekundarstufe II             | - 3 Jahre, bzw. - 4 Jahre (liceum) - 5 Jahre (technikum) | Liceum ogólnokształcące (dt. allgemeinbildendes Lyzeum, entspricht der gymnasialen Oberstufe) | Technikum (dt. etwa: Berufsoberschule) | Szkoły branżowe I stopnia (dt. Branchenschule I. Grades)   | Trzyletnie szkoły specjalne (entspricht einer dreijährigen berufsbildenden Schule) | - 16–18 Jahre, bzw. - 19 Jahre (liceum) - 20 Jahre (technikum)           |
| Sekundarstufe I, Primarstufe | 8 Jahre                                                  | szkoła podstawowa (dt. Grundschule)                                                           | szkoła podstawowa (dt. Grundschule)    | szkoła podstawowa (dt. Grundschule)                        | szkoła podstawowa (dt. Grundschule)                                                | 7–15 Jahre                                                               |
| Vorschule                    | 1 Jahr                                                   | zerówka (deutsch etwa: „Nullklasse“)                                                          | zerówka (deutsch etwa: „Nullklasse“)   | zerówka (deutsch etwa: „Nullklasse“)                       | zerówka (deutsch etwa: „Nullklasse“)                                               | 6 Jahre                                                                  |
| Schulstufe                   | Dauer                                                    | Schultyp                                                                                      | Schultyp                               | Schultyp                                                   | Schultyp                                                                           | Alter der Schüler                                                        |

## Hochschulbildung
In Polen studieren fast zwei Millionen Studenten. Die Hochschulen sind von Anweisungen des Staates bezüglich ihrer Bildungsangebote seit 1990 weitgehend unabhängig. 2008 gab es in Polen 130 staatliche und 315 nichtstaatliche Hochschulen. Weiterhin gab es 78 Einrichtungen der Polska Akademia Nauk (Polnische Akademie der Wissenschaften) sowie etwa 200 selbständige Forschungseinrichtungen.
Die staatlichen Hochschulen haben seit den 1990er Jahren vermehrt Konkurrenz durch nichtstaatliche Hochschulen bekommen.

### Hochschulabschlüsse
- licencjat (entspricht Bachelor)
- inżynier, inż. (entspricht ebenfalls Bachelor; nur in den Ingenieurwissenschaften)
- magister, mgr; mgr inż. (entspricht Master/Uni-Diplom; existiert als grundständiger Studiengang sowie aufbauend auf licencjat oder inżynier)
- lekarz, lek. (entspricht Arzt; 6 Jahre Studium, danach 13 Monate Postgraduierten-Praktikum – Staż podyplomowy lekarza, Staatsexamen)[21]
- lekarz dentysta, lek. dent. (entspricht Zahnarzt)
- lekarz weterynarii, lek. wet. (entspricht Tierarzt)
- doktor
- doktor habilitowany (Habilitation; wird, anders als in vielen Ländern der BR Deutschland, als akademischer Grad angesehen.)

#### Magister
Der polnische magister (Abkürzung mgr) entspricht dem deutschen Diplom, jedoch nicht exakt dem deutschen Magister mit Bezug auf die Studienstruktur, obwohl der Name identisch ist. Denn wie im deutschen Diplom- oder Masterstudium wird auch im polnischen Magister- oder Masterstudium meistens eine Fachrichtung präferiert, beim deutschen Magisterabschluss hingegen mehrere Fachrichtungen.
Es gibt sowohl grundständige als auch auf Abschlüssen der Bakkalaureatsebene (licencjat bzw. inżynier in den Ingenieurwissenschaften) aufbauende Magisterstudiengänge. Der Magister wird nach einer vier- bis fünfjährigen Regelstudienzeit vergeben, die mit einer magisterium genannten Abschlussarbeit beendet wird. In der Humanmedizin ersetzt der Abschluss lekarz den Magister, in der Tiermedizin heißt der entsprechende Abschluss lekarz weterynarii. In technischen Studiengängen wird der Grad magister durch den Zusatz inżynier (Ingenieur, abgekürzt mgr inż.) ergänzt.
Zwischen der Bundesrepublik Deutschland und der Republik Polen besteht ein Äquivalenzabkommen über die gegenseitige Anerkennung der Hochschulabschlüsse. In Warschau wurde dieses Abkommen am 23. Juli 1997 unterzeichnet und am selben Tag durch zwei zusätzliche Protokolle ergänzt. Das Abkommen trat am 14. Januar 1998 in Kraft. Aus diesem Regierungsabkommen geht u. a. hervor, dass der polnische Magister-Abschluss dem deutschen Diplom-Abschluss an Universitäten entspricht. Analog ist der polnische magister inżynier zum deutschen Diplom-Ingenieur an Universitäten, Technischen Hochschulen oder Gesamthochschulen gleichwertig.

#### Doktorgrad
In Polen ist ein drei- bis fünfjähriges Doktoratsstudium üblich, aber nicht zwingend. Rigorosum und öffentliche Verteidigung sind Pflicht. Den Promovierten wird der Doktorgrad doktor, abgekürzt: dr (vor dem Namen zu führen), zuerkannt. Der Doktorgrad enthält eine Angabe des absolvierten Fachgebietes, beispielsweise doktor nauk ekonomicznych (dt: Doktor der Wirtschaftswissenschaften).
Promotionsstudiengänge sind an Hochschulen, Instituten der polnischen Akademie der Wissenschaften sowie Forschungs- und Entwicklungseinrichtungen möglich. Das Promotionsrecht wird individuell an die Einrichtungen vergeben.

### Hochschulen
Das Studium an staatlichen Hochschulen in Polen ist in den Vollzeitstudiengängen grundsätzlich kostenlos. Berufsbegleitende Teilzeit-, Wochenend- und Fernstudiengänge als auch das Studium an nichtstaatlichen Hochschulen sind kostenpflichtig.

#### 18 Universitäten
Es gibt in Polen insgesamt 18 Universitäten sowie zahlreiche Technische Universitäten, Wirtschaftsuniversitäten, Medizinische Universitäten, Landwirtschaftliche und Pädagogische Universitäten, eine Musikuniversität, eine Theologische Universität als auch zahlreiche den Universitäten gleichgestellte Hochschulen mit Promotionsrecht, wie Akademien und andere Hochschulen.
| Universität                                    | Stadt        | Gründung |
| ---------------------------------------------- | ------------ | -------- |
| Jagiellonen-Universität                        | Krakau       | 1364     |
| Universität Breslau                            | Breslau      | 1702     |
| Universität Warschau                           | Warschau     | 1816     |
| Adam-Mickiewicz-Universität Posen              | Posen        | 1919     |
| Katholische Universität Lublin                 | Lublin       | 1918     |
| Maria-Curie-Skłodowska-Universität             | Lublin       | 1944     |
| Universität Łódź                               | Łódź         | 1945     |
| Nikolaus-Kopernikus-Universität Toruń          | Toruń        | 1945     |
| Schlesische Universität                        | Kattowitz    | 1968     |
| Universität Danzig                             | Danzig       | 1970     |
| Universität Stettin                            | Stettin      | 1984     |
| Universität Oppeln                             | Oppeln       | 1994     |
| Universität Białystok                          | Białystok    | 1997     |
| Universität Ermland-Masuren                    | Olsztyn      | 1999     |
| Kardinal-Stefan-Wyszyński-Universität Warschau | Warschau     | 1999     |
| Universität Zielona Góra                       | Zielona Góra | 2001     |
| Universität Rzeszów                            | Rzeszów      | 2001     |
| Kazimierz-Wielki-Universität Bydgoszcz         | Bydgoszcz    | 2005     |

#### Technische Universitäten
- Technische Universität Białystok
- Technische Universität Breslau (gegründet 1910)
- Technische Universität Częstochowa
- Technische Universität Danzig (gegründet 1904)
- Technische Universität Kielce
- Technische Universität Koszalin
- AGH Wissenschaftlich-Technische Universität in Krakau (gegründet 1919)
- Technische Universität Krakau
- Technische Universität Lublin
- Technische Universität Łódź
- Technische Universität Opole
- Technische Universität Posen
- Technische Universität Radom
- Technische Universität Rzeszów
- Schlesische Technische Universität in Gliwice
- Westpommersche Technische Universität Stettin
- Technische Universität Warschau (gegründet 1826)

Die Technischen Universitäten in Warschau, Breslau und die AGH Krakau gelten als die besten in Polen.

#### Andere Hochschulen
- Liste der Wirtschaftshochschulen in Polen
- Liste der Sporthochschulen in Polen
- Liste der Musikhochschulen in Polen
- Hochschulen für Bildende Kunst
- Militärakademien
- Pädagogischen Hochschulen

## Geschichte des Schulwesens

### Frühe Zeit seit dem Mittelalter
Die polnische Schulentwicklung folgte dem westeuropäischen katholischen Muster. In Domstädten entstanden primär zur Klerikerausbildung Klosterschulen oder Domschulen, so in Gnesen, Posen, Lebus, Leslau und Breslau. Die älteste noch bestehende Schule Polens steht bei der Kathedrale von Płock, das Liceum Małachowianka (1180). Nach der Gründung der Jagiellonen-Universität Krakau 1364 bereiteten zunehmend Schulen auf das Studium vor, so das bis heute bestehende Liceum Bartłomieja Nowodworskiego (1588). In Posen entstand 1519 die Lubrański-Akademie. Auch konfessionell gebundene Schulen wurde dies zugestanden, so im schlesischen Fraustadt für deutsche Lutheraner (Andreas Gryphius), in Pińczów für die Unitarier (Polnische Brüder). In den Städten mit deutschem Bürgertum wurden früh protestantische Gymnasien, teilweise mit akademischem Überbau, gegründet, so in Elbing (1535), Danzig (1558). 65 % der Krakauer Studenten kamen aus Städten, 25 % aus dem Adel und 10 % aus Bauernfamilien. Der Humanist Andrzej Frycz Modrzewski trat 1555 zuerst für die allgemeine Schulpflicht ein. Polen war im 16. Jahrhundert ein vergleichsweise tolerantes Bildungsland.
Aus vielen städtischen Pfarrschulen in den Gemeinden entstanden durch die Gegenreformation, gefördert vom Provinzial Piotr Skarga, elitäre Jesuitenschulen an den Jesuitenkollegien, so das Lyceum Hosianum in Braunsberg (1565), Posen (1571), Lublin (1581) Thorn (1593, hier in Konkurrenz zum protestantischen Gymnasium der deutschen Bürger), Warschau (1608), Krakau (1583 Barbara-Kirche). Im Osten galt dies in Wilna (1570, Universität 1578), Polock (1580) oder Lemberg (1608, Universität 1661). Nach der Aufhebung der Jesuitenordens 1773 gingen diese Schulen meist an andere Orden über. Im gleichen Jahr gründete König Stanislaus II. August Poniatowski die Kommission für nationale Erziehung (Komisja Edukacji Narodowej), das erste Bildungsministerium der Welt. Neben kirchlichen entstanden immer mehr kommunale Schulen und Gymnasien der Städte. Ein Zentrum der polnischen Aufklärung wurde in Warschau das Collegium Nobilium, das Stanisław Konarski gründete und von den Piaristen von 1754 bis 1806 als Internat betrieben wurde.
Auch jüdische Talmudschulen (Jeschiwa) wuchsen an, ein Hauptort dafür war im preußischen Teil das traditionell tolerante Lissa, wo der große Pädagoge Comenius schon für die Böhmischen Brüder gelehrt hatte und der Rabbinersohn Leo Baeck aufwuchs. Auch in Litauen gab es bedeutende jüdische Schulen in Kaunas (Slobodka) und eine Reformschule in Telšiai. In Westgalizien war Lublin ein Zentralort, wo 1930 die weltweit einflussreiche Chachmei Lublin Jeschiwa gegründet wurde. Die Schulpflicht wurde im geteilten Polen durch Preußen 1825, in Galizien durch Österreich 1873, in Russland gar nicht eingeführt. Ein großer Streitpunkt im preußischen Teil (Posen) war die Unterrichtssprache, insbesondere im katholischen Religionsunterricht, den meist polnische Geistliche übernahmen.

### Zweite Republik
Am 7. Februar 1919 wurde in dem gerade wiedererrichteten Polen die allgemeine Schulpflicht für Kinder bis zum 14. Lebensjahr eingeführt, welche im zuvor russischen Teil nicht bestanden hatte. Diese trug dazu bei, dass der Analphabetismus verringert wurde – noch 1921 waren ein Drittel der Einwohner Analphabeten, wobei ein deutliches Ost-West-Gefälle bestand: Gab es im Osten des Staates 65 % Analphabeten, waren es im Westen 4 %.
1929/1930 betrug das staatliche Budget für Bildung 422 Millionen Złoty. Das entsprach etwa 14 Prozent des gesamten Staatshaushaltes. 1935 wurden 70.000 Schüler in Berufsmittelschulen ausgebildet, davon 12.400 im Bereich Metallurgie und Mechanik und 1.700 in landwirtschaftlichen Schulen. 1936/37 erhielten 15.165 Schüler den Oberschulabschluss. Im Schuljahr 1938/39 besuchten 4,9 Millionen Schüler eine der fast 29.000 Volksschulen und 234.000 Schüler wurden in den 790 weiterführenden Schulen ausgebildet.

### Deutsche Besatzungszeit
Heinrich Himmler formulierte die Ziele der Bildung unter den Deutschen in einer Denkschrift „über die Behandlung der Fremdvölkischen im Osten“:
„Für die nichtdeutsche Bevölkerung des Ostens darf es keine höhere Schule geben als die vierklassige Volksschule. Das Ziel dieser Volksschule hat lediglich zu sein: Einfaches Rechnen bis höchstens 500, Schreiben des Namens, eine Lehre, daß es ein göttliches Gebot ist, den Deutschen gehorsam zu sein und ehrlich, fleißig und brav zu sein. Lesen halte ich nicht für erforderlich.
Außer dieser Schule darf es im Osten überhaupt keine Schulen geben. Eltern, die ihren Kindern von vorneherein eine bessere Schulbildung sowohl in der Volksschule als auch später an einer höheren Schule vermitteln wollen, müssen dazu einen Antrag bei den Höheren SS- und Polizeiführern stellen. Der Antrag wird in erster Linie danach entschieden, ob das Kind rassisch tadellos und unseren Bedingungen entsprechend ist. Erkennen wir ein solches Kind als unser Blut an, so wird den Eltern eröffnet, daß das Kind auf eine Schule nach Deutschland kommt und für Dauer in Deutschland bleibt.

So grausam und tragisch jeder einzelne Fall sein mag, so ist diese Methode, wenn man die bolschewistische Methode der physischen Ausrottung eines Volkes aus innerer Überzeugung als ungermanisch und unmöglich ablehnt, doch die mildeste und beste.“ (15. Mai 1940)
Während der deutschen Besetzung Polens 1939–1945 kamen mehrere hundert Lehrer um. Dazu gehörte der wohl bekannteste polnische Lehrer Janucz Korczak, der seine Waisenheimkinder nicht im Stich lassen wollte und 1942 im KZ Treblinka starb.

### Volksrepublik
1945 hatten bereits wieder 14.985 Grundschulen geöffnet, 1947 waren es 20.132. 1948 wurde ein neues Schulsystem eingeführt. Dabei wurden die Kinder vom dritten bis siebten Lebensjahr im Kindergarten betreut. Es folgte die siebenklassige Grundschule. Mit Ende der Grundschule endete die Schulpflicht. Danach schloss sich entweder eine Berufsausbildung oder der Besuch der vierklassigen Oberschule (liceum) oder der vier- oder fünfklassigen Berufsoberschule (technikum) an.
Der Ausbau der Grundschulen ging in den folgenden Jahren weiter. Dabei wurde Wert auf die Zahl der sogenannten Siebenklassen-Grundschulen gelegt. Deren Zahl betrug 1947/48 6.591 und wuchs bis 1955/56 auf 14.116. Dabei lehrten 1954/55 103.000 Pädagogen. Die 792 Oberschulen Polens wurden 1954 von 195.000 Schülern besucht, davon verließen 1954 28.900 die Schule mit einem erfolgreichen Abschluss.

### Dritte Republik

#### 1990 bis 1999
1990 wurde per Ministererlass der Religionsunterricht eingeführt. Im Jahr 1991 wurde ein neues Bildungsgesetz verabschiedet, welches unter anderem die marxistischen Bildungsziele zugunsten reformpädagogischer Ansätze aufgab. Weiterhin wurde Russisch als erste Pflichtfremdsprache aufgegeben und die Möglichkeit geschaffen, auf allen Ebenen des Bildungssystems private Träger zuzulassen. Der Einfluss der Regierung auf die Schulen wurde dabei stark reduziert. Dies wurde bereits 1993 wieder revidiert, und es wurden Schulämter (kuratorium oświatow) eingeführt, welche den Wojewoden und damit der jeweiligen Regierung Polens unterstanden.

#### Schulreform 1999 und weitere Entwicklung bis 2017
Mit der Schulreform unter Bildungsminister Mirosław Handke von 1999 wurde die Struktur des Schulwesens bedeutend geändert:
- Einführung der Vorschulklasse (zerówka)
- Verkürzung der inzwischen achtklassige Grundschule auf sechs Klassen
- Einführung der dreiklassigen Mittelschule (gimnazjum).

Dies sorgte für eine Zentralisierung der Schulen und aufgrund fehlender Schulbezirke und damit verbundener Wanderungsbewegungen zu teilweise großen Unterschieden im Niveau der Klassen und Schulen. Nach der Reform besteht in Polen Schulpflicht bis zum 18. Lebensjahr.
Die Mittelschule (gimnazjum) war die zweite Stufe des Schulsystems und umfasste drei Klassen, deren Besuch für alle Schüler verpflichtend war. Wie bei den Grundschulen waren bei der Mittelschule die Gemeinden die Träger. Abgeschlossen wurde sie mit einer standardisierten externen Prüfung auf regionaler Ebene. Nach der Mittelschule standen dem Schüler mehrere Möglichkeiten offen. So gab es seit 2002/2003 gibt es folgende vier weiterführende Schularten:
- Das allgemeinbildende Lyzeum (liceum ogólnokształcące) ist der übliche Weg zur Hochschulreife.
- Das profilierte Lyzeum (liceum profilowane) führte die Schüler in 15 Profilen (etwa Mechatronik, Informatik, Ökonomie) zur Matura. Nur relativ wenige Schüler nutzen diesen Schultyp.
- Das Technikum, welches die Möglichkeit bot zu einer Berufsausbildung die Matura abzulegen. Der Schultyp war bereits seit einigen Jahrzehnten in Polen anzutreffen. Im Schuljahr 2008/2009 schlossen etwa 77 % der Schüler mit der Matura ab.
- Die Berufsgrundschule (zasadnicza szkoła zawodowa) bietet eine Facharbeiterausbildung in zwei bis drei Jahren. Die Berufsausbildung ist vollzeitschulisch mit berufspraktischen Elementen.

Die weiterführenden Schulen werden von den Powiats (Landkreise) getragen.
Alle Schulen der dritten Stufen werden mit einer zentralen Prüfung abgeschlossen, die schriftliche und mündliche, bzw. praktische Teile enthält. Die Auswertung der schriftlichen Prüfungen erfolgt auf zentraler oder regionaler Ebene. Die mündlichen Prüfungen werden schulintern abgenommen, die Berufsschüler müssen zentral vorgegebene Aufgaben lösen. Das Bestehen der Maturaprüfung ist Voraussetzung für das Studium an einer Hochschule.
Im Schuljahr 2002/2003 war für 62 Prozent der Schüler Englisch, 35 Prozent Deutsch, zehn Prozent Russisch und vier Prozent Französisch Pflichtfach.
2005 wurde ein verpflichtendes Vorschuljahr (zerówka) und eine Zentralmatura für die humanistischen Fächer eingeführt. Seit 2009 gibt es auch für Mathematik und Naturwissenschaften eine Zentralmatura.
Im Jahr 2008 wurden 4,1 Prozent des Bruttoinlandsprodukts für Bildung ausgegeben.
2009 wurde das Einschulalter mit Wirkung ab dem Jahr 2012 von sieben auf sechs Jahre gesenkt.
Die Zahl der Schüler in Grundschulen (szkoła podstawowa) sank zwischen 2004 und 2015 von 2,8 auf 2,3 Millionen, in den Mittelschulen (gymnazjum) von 1,5 auf 1 Millionen und in den weiterführenden Schulen von 0,7 Millionen auf 0,5 Millionen. Die Zahl der Lehrkräfte blieb unverändert.

#### Schulreform 2017
Zum 1. September 2017 wurde durch Bildungsministerin Anna Zalewska das System auf das vor 1999 zurückgesetzt. Angriffspunkte boten vor allem die neuartigen Mittelschule (gimnazjum). Diese wären durch mangelnde Disziplin und Gewalt auffällig, was aber durch Studien nicht belegt werden konnte. Fachlich wurde die Bildung von „besseren“ Klassen kritisiert, welche das Ziel der gleichen Bildungschancen unterlief. Spätere Studien zeigten, dass das System durchaus erfolgreich war und auch erste Bildungserfolge zeigte. So schnitten polnischen Schüler in der PISA-Studie 2018 in Mathematik mit dem EU-weit 2. Platz, in Lesekompetenz dem 4. und in Naturwissenschaften mit dem 4. Platz ab. Damit lagen sie über dem Durchschnitt der OECD-Staaten. Diese dreijährigen Mittelschulen wurden mit der Schulreform 2017 abgeschafft, die letzten 2019 geschlossen. Die Reform wurde sehr kurzfristig angesetzt und war daher mit zahlreichen praktischen Problemen verbunden. Die Einschulung wurde wieder erst mit 7 Jahren Pflicht, was den Interessen erziehungsbewusster Mittelschichteltern entsprach. Es erfolgte eine Reaktivierung der Dorfschulen, welches eine Trennung, auch der Bildungsaussichten, zwischen Land und Stadt mit sich brachte. Das Lehrergrundgehalt betrug 2018 bei den besser gestellten ernannten Lehrern etwa 3000 Złoty und damit etwa 2000 Złoty unter dem polnischen Durchschnittsgehalt. 2023 betrug des Einstiegsgehalt etwa 3690 Złoty, das höchstmögliche betrug 4550 Złoty.
2023 wurde es mit dem Lex Czarnek Nichtregierungsorganisationen erschwert an Schulen tätig zu sein, was vor allem einem Schutz der Kinder vor „Sexualisierung“ dienen sollten. Eine Definition des Begriffes erfolgte nicht. Zum 1. September 2022 wurde mit Historia i Teraźniejszość (Geschichte und Gegenwart) ein neues Schulfach in den Allgemeinbildenden und den Technischen Oberschulen eingeführt. Das damit eingeführte Schulbuch glorifiziert die PiS-Regierung und stellt auf Nationalismus ab. Auch stellt es bspw. die Behauptung auf der Flugunfall von Smolensk 2010 wäre Folge eines Anschlags wofür es aber keine stichhaltigen Belege gibt.

## Geschichte des Hochschulwesens
Die Jagiellonen-Universität in Krakau wurde 1364 als zweite in Mitteleuropa gegründet und war über Jahrhunderte das geistige Zentrum der polnischen Nation. Eine weitere Universität für den zweiten Landesteil von Polen-Litauen wurde 1578 in Vilnius gegründet. Akademische Grade konnten ebenso an manchen Jesuitenschulen erworben werden. Der russische Zar gründete 1816 die Universität Warschau, die aber immer wieder aus Furcht vor revolutionären Studenten eingeschränkt wurde. 1915 gründete die deutsche Besatzungsmacht im Ersten Weltkrieg die Universität neu, wieder mit Polnisch statt Russisch als Lehrsprache. Die heutige Technische Universität Warschau wurde bereits 1826 als Polytechnikum gegründet. Im Jahr 1918 wurde die Katholische Universität Lublin (KUL) gegründet, nachdem die römisch-katholische Theologische Akademie in St. Petersburg geschlossen worden war. In Lublin lehrte Johannes Paul II. als Dozent. 1919 wurde die heutige Adam-Mickiewicz-Universität Posen gegründet, heute die drittwichtigste Hochschule. Knapp dahinter liegt die Universität Breslau, die nach der Vertreibung der Deutschen 1945 Personal und Bibliothek von der vordem polnischen Universität Lemberg übernahm, die zur Sowjetunion bzw. Ukraine kam.
In der deutschen Besatzungszeit wurden die Hochschulen geschlossen, es gab aber eine konspirative Untergrundhochschule. Siehe auch Bildung in Polen im Zweiten Weltkrieg.
Im sozialistischen Polen wurden die Hochschulen strikt durch die herrschende Polnische Vereinigte Arbeiterpartei kontrolliert. Dennoch bestanden besonders in der Theologie und den Kulturwissenschaften größere Freiheiten als etwa in der DDR. Ein internationaler Austausch mit dem Westen über Kanäle wie die katholische Kirche oder die weltweite Polonia war einfacher.
1936 studierten 47.200 Menschen. 1953 besuchten 135.000 Studenten die polnischen Hochschulen.
1936 gab es 14.957 Bibliotheken in Polen, 1953 waren es 42.800.